# Receiver-Driven Layered Multicast
Receiver-Driven Layered Multicast (RLM), est un protocole réseau utilisé dans la diffusion d'information en multicast.
Le multicast est un mode de diffusion d'information d'un émetteur vers plusieurs récepteurs. Ces informations peuvent être par exemple un flux audio ou/et vidéo. Pour ce genre d'utilisation, des contraintes de bande passante apparaissent, car il faut que le débit du flux soit en adéquation avec la bande passante de tous les récepteurs. Pour ne pénaliser personne, l'émetteur peut adapter le débit du flux qu'il émet sur le plus petit débit de réception parmi tous les récepteurs. Cette méthode a cependant l'inconvénient de pénaliser les récepteurs pouvant recevoir un débit plus important. Par exemple pour un flux vidéo, la qualité de l'image sera moindre pour ces récepteurs que si toute la bande passante était utilisée.
Pour remédier à ce problème, le protocole RLM utilise le principe des sous-couches, qui consiste à diffuser l'information dans différentes qualités (une par couche). Les récepteurs n'ont plus qu'à utiliser le flux le mieux adapté à leur ligne.